# Agonopterix liturosa
Agonopterix liturosa — вид метеликів родини плоских молей (Depressariidae).

## Поширення

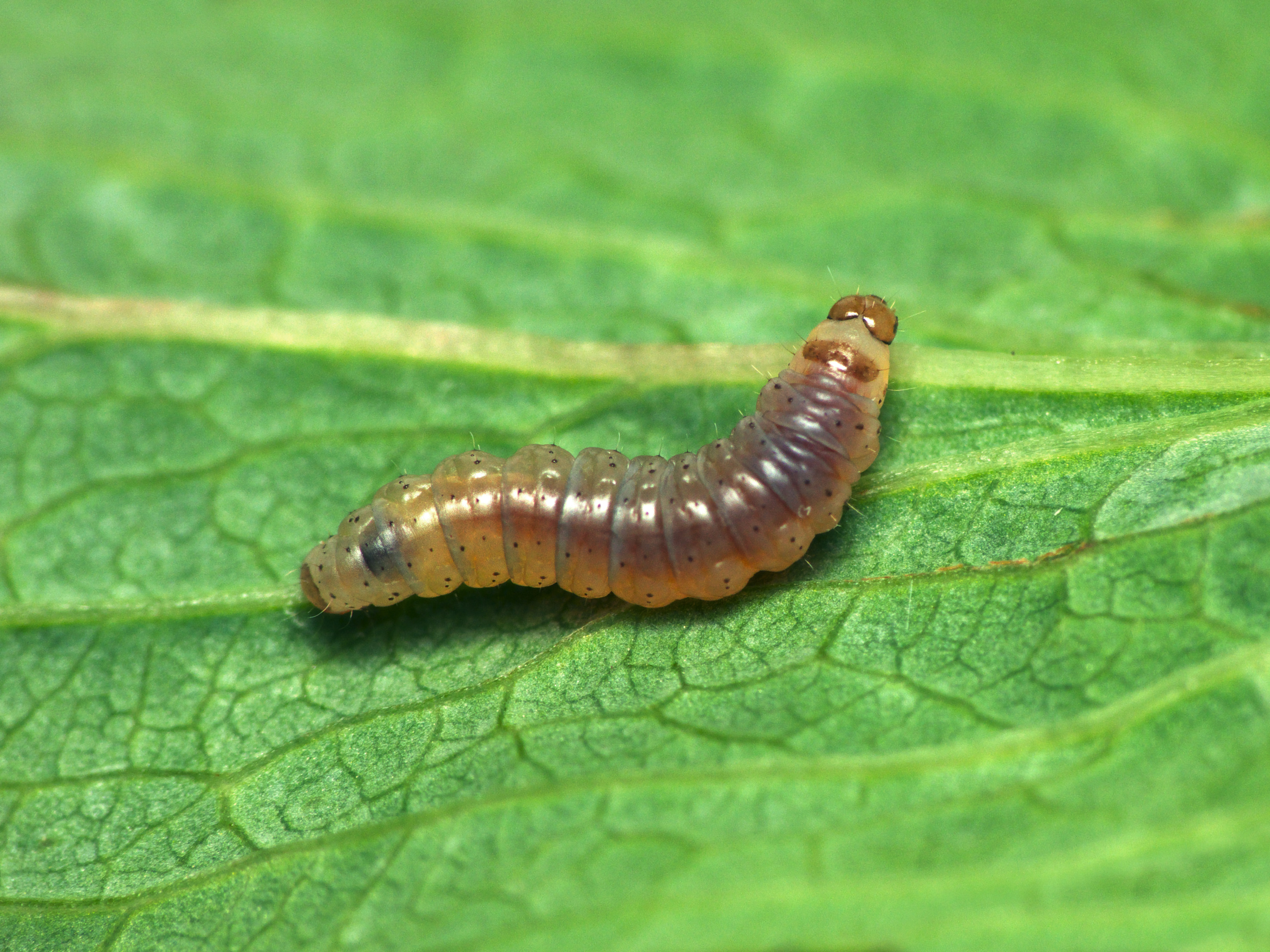
Личинка

Вид поширений на більшій частині Європи, на Близькому Сході та Північній Азії. Присутній у фауні України.

## Опис
Розмах крил становить 17-20 см.

## Спосіб життя
Метелики літають з липня по серпень. Личинки живляться різними видами звіробію. Вони мінують пагони рослини-господаря. Личинок можна зустріти з травня по червень. Вони білувато-сіро-зелені з шовковистим блиском і жовтувато-коричневою головою.